# Массовое убийство в школе имени Владислава Рибникара
Массовое убийство в начальной школе имени Владислава Рибникара (серб. Огледна основна школа "Владислав Рибникар") произошло 3 мая 2023 года в 8:36 по местному времени, расположенной в муниципалитете Врачар в Белграде, Сербия. Нападавший Коста Кецманович открыл стрельбу по ученикам и сотрудникам школы, в результате чего погибли десять человек: девять учеников и охранник. Ещё шестеро — пять учеников и учитель — получили ранения.
Нападение произошло за день до другой массовой стрельбы в Сербии. Оба инцидента вызвали протесты в стране.

## Ход событий
Стрельба началась около 08:36 по местному времени 3 мая 2023 года. По данным Министерства внутренних дел Сербии, войдя в начальную школу имени Владислава Рибникара, 13-летний ученик 7 класса Коста Кецманович достал из рюкзака пистолет и застрелил охранника. Затем он застрелил двух дежурных учениц, которых увидел в коридоре, после чего перезарядил оружие и направился в свой класс.
Войдя в класс, преступник выстрелил в учителя истории, а затем открыл огонь по ученикам, убив семерых из них, шесть из которых были девочками; ещё пять учеников получили ранения. После стрелок попытался зайти в соседний кабинет, но учительница успела закрыть его на ключ. После этого стрелявший побежал по коридору в школьный двор, где положил оружие на землю, и сам позвонил в полицию в 08:42. Стрелок успел произвести 57 выстрелов. Второй пистолет, изъятый полицией при аресте, находился в рюкзаке, там же было обнаружено четыре бутылки с зажигательной смесью.
Ученики, которые в панике бежали из школы после стрельбы, спрятались в здании компании за школой. Улица Негошева была перекрыта после происшествия. Впоследствии для пострадавших учеников была организована акция по сдаче крови в Институте трансфузиологии.

## Жертвы
Погибли 10 человек — один охранник и девять учеников возрастом от 11 до 14 лет. Ещё одна ученица скончалась в реанимации.
Имена жертв:
- Ангелина Ачимович (14 лет)
- Мара Анджелкович (13 лет)
- Бояна Асович (11 лет)
- Ана Божович (11 лет)
- Андрия Чикич (14 лет)
- Адриана Дукич (14 лет)
- Эма Кобильски (13 лет)
- Катарина Мартинович (12 лет)
- София Негич (13 лет)
- Драган Влахович (53 года) (охранник)

По данным министерства иностранных дел Франции, один из погибших учеников был гражданином Франции. Согласно заявлению МВД, шесть учеников и учитель также получили ранения и были госпитализированы.

## Нападавший

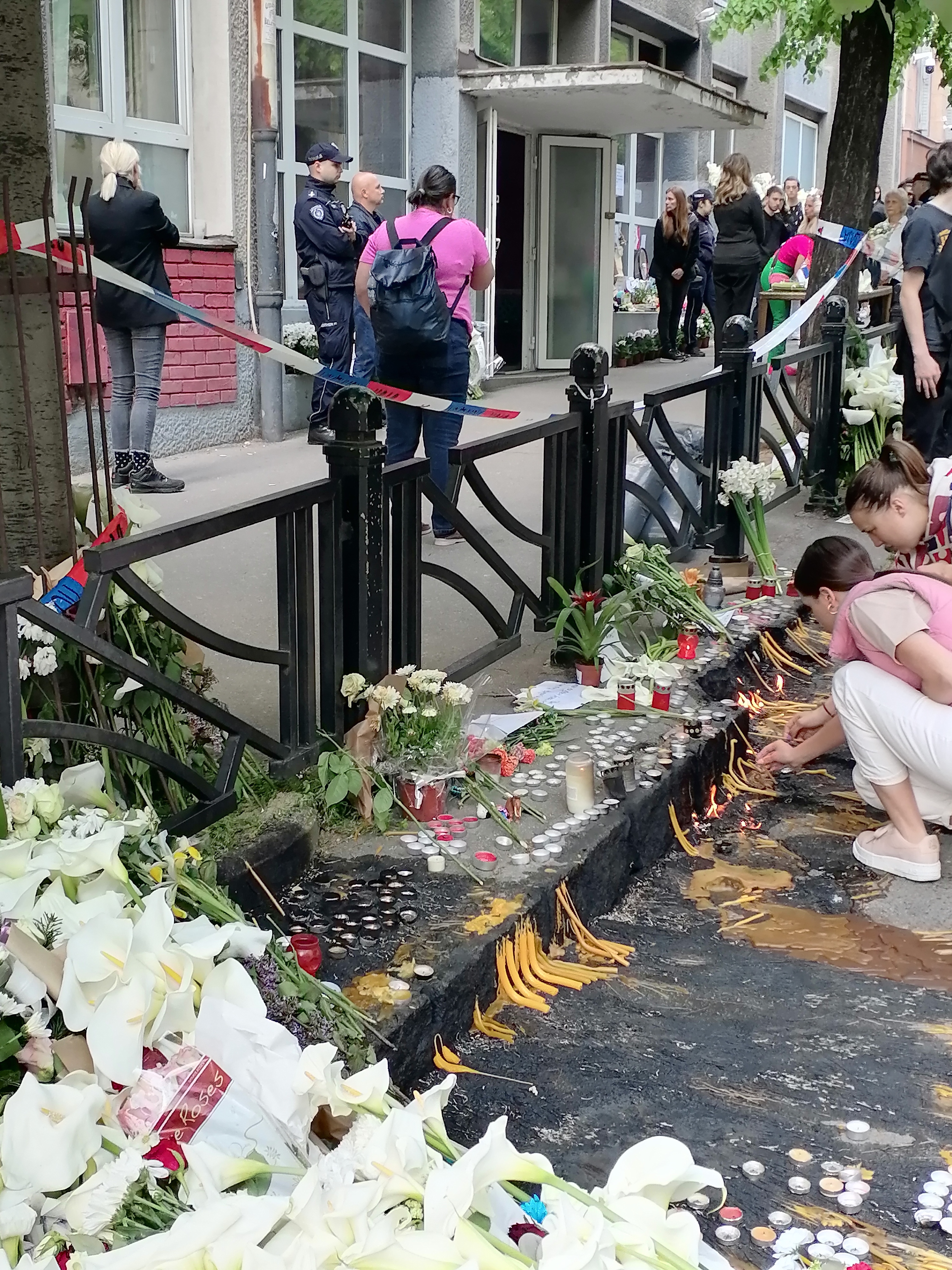
Цветы перед зданием школы

Нападавший сдался полиции и был задержан. Высшей прокуратурой Белграда был идентифицирован как Коста Кецманович (серб. Kosta Kecmanovic; род. 30 июля 2009 года) 13-летний ученик 7 класса этой школы. В силу возраста он не мог быть привлечён к уголовной или административной ответственности, так как Закон о правонарушениях несовершеннолетних и уголовной защите несовершеннолетних устанавливает минимальный возраст уголовной ответственности в 14 лет. Дело было передано в Центр социального обеспечения. В рамках школьной системы в качестве дисциплинарной меры ему могли, в крайнем случае, изменить место учёбы, переведя в другую школу. Его отца вскоре после стрельбы задержали на срок до 48 часов.
По данным Министерства внутренних дел, Кецманович планировал нападение в течение месяца, выбирая определённые классы для атаки и составляя список учеников, которых он намеревался застрелить в первую очередь. Министерство также сообщило, что он занимался в тире вместе с отцом, который на законных основаниях владел пистолетами, использовавшимися в нападении. Кецманович описывался как тихий и академически успешный ученик, недавно переведённый в класс, ставший впоследствии целью преступления. Позже президент Сербии Александр Вучич в обращении к народу упомянул, что стрелок помещён в психоневрологический диспансер.

## Расследование
Против родителей преступника начались судебные разбирательства. Были предъявлены обвинения в небрежном хранении оружия и неисполнении родительских обязанностей. Уголовный процесс над ними начался 29 января 2024 года. Приговор был оглашён 30 декабря того же года. Отец стрелявшего Владимир Кецманович был приговорён к 14,5 годам, мать Мильяна Кецманович к 3 годам, а инструктор по стрельбе Неманья Маринкович обучившая несовершеннолетнего преступника обращению с огнестрельным оружием к 1 году и 6 месяцам лишения свободы.

## Последствия

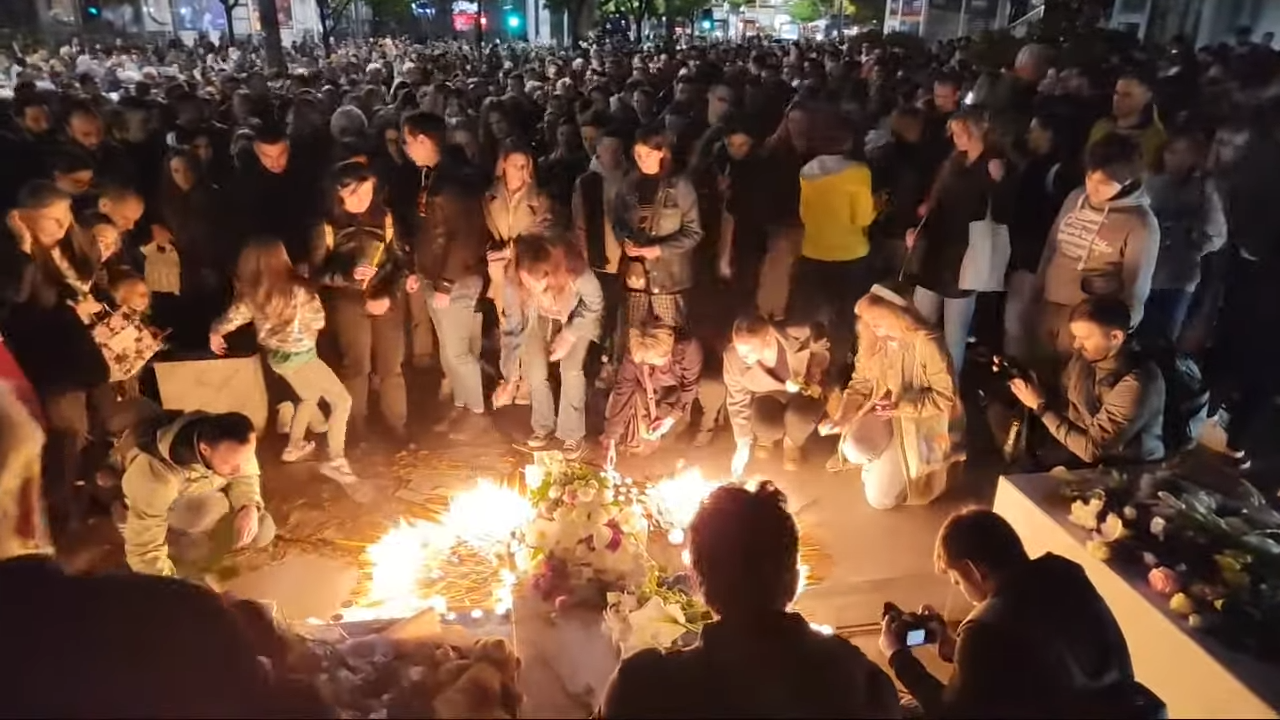
После происшествия горожане собрались перед начальной школой по случаю траура

Министр образования Сербии Бранко Ружич объявил трёхдневный национальный траур, начиная с 5 мая, и объявил об остановке занятий до конца дня. Министр здравоохранения Даница Груичич объявила, что организует телефонные горячие линии для тех, кто нуждается в психологической помощи. Была организована сдача крови для помощи раненым. По случаю траура сотни горожан (в том числе родители погибших учеников) собрались перед школой после стрельбы. Позже они начали протест перед зданием министерства образования и здравоохранения.
5 мая на заседании правительства было одобрено предложение президента, по которому МВД должно было в срочном порядке подготовить поправки к закону об оружии и боеприпасах, которые ужесточат условия хранения и ношения огнестрельного короткоствольного оружия. Ожидалось, что эта мера сократит количество огнестрельного короткоствольного оружия, имеющегося у населения, на 20 %. Поправки к этому закону должны будут предусматривать обязательные медицинские, психологические и психиатрические проверки, а также тесты на наркотики для лиц, которым разрешено ношение оружия, в том числе охотничьего. Такие проверки должны будут проводиться каждые полгода или год. Кроме того, было объявлено об «оружейной амнистии» — все владельцы незарегистрированного огнестрельного оружия могут в течение 30 дней (с 8 мая) сдать его правоохранительным органам без применения к сдающим каких-либо мер наказаний.

## Закон об оружии в Сербии
В Сербии достаточно строгие законы об оружии, но несмотря на это, в ней один из самых высоких показателей владения оружием на душу населения в мире. Для получения лицензии на оружие в Сербии человек должен предъявить уважительную причину для приобретения и ношения оружия, а также медицинское заключение. Незаконное оружие широко распространено на западных Балканах после югославских войн в 1990-х годах.